# Lincoln (Vermont, város)
Lincoln város az USA Vermont államában, Addison megyében. Lakosainak száma 1323 fő (2020. április 1.).

## Népesség
A település népességének változása:

| 2010 | 1 271 |
| 2020 | 1 323 |